# Cantón de Murat-sur-Vèbre
El cantón de Murat-sur-Vèbre era una división administrativa francesa, que estaba situada en el departamento de Tarn y la región de Mediodía-Pirineos.

## Composición
El cantón estaba formado por cuatro comunas:
- Barre
- Moulin-Mage
- Murat-sur-Vèbre
- Nages

## Supresión del cantón de Murat-sur-Vèbre
En aplicación del Decreto nº 2014-170 de 17 de febrero de 2014, el cantón de Murat-sur-Vèbre fue suprimido el 22 de marzo de 2015 y sus 4 comunas pasaron a formar parte del nuevo cantón de Mondongo.